# ۵۷ (عدد)
۵۷ (پنجاه و هفت) یک عدد طبیعی است که بعد از ۵۶ و قبل از ۵۸ قرار دارد.